# Jehan Bellegambe

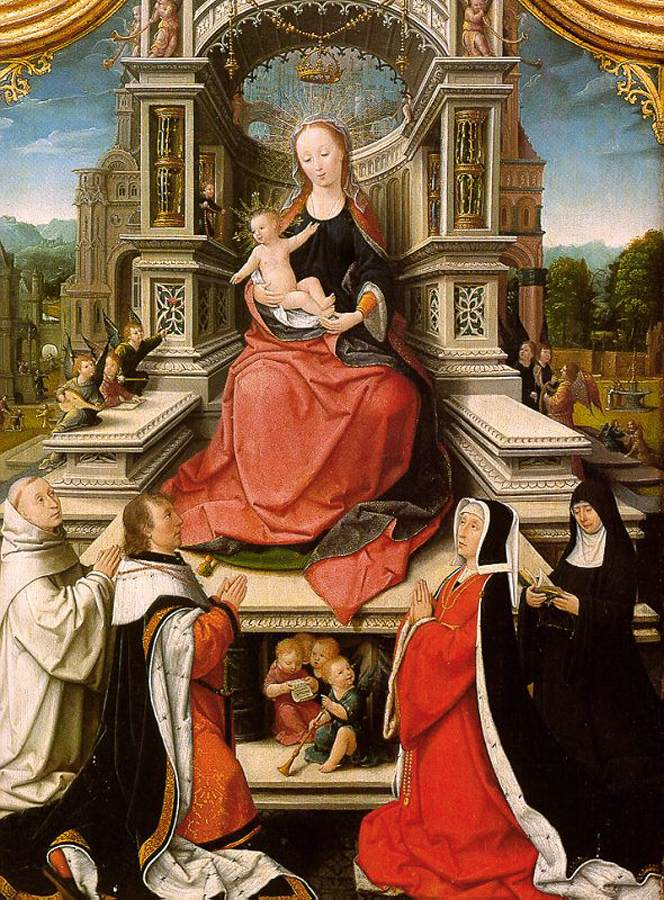
"Maagd met Kind"; centraal paneel uit de triptiek van Le Cellier

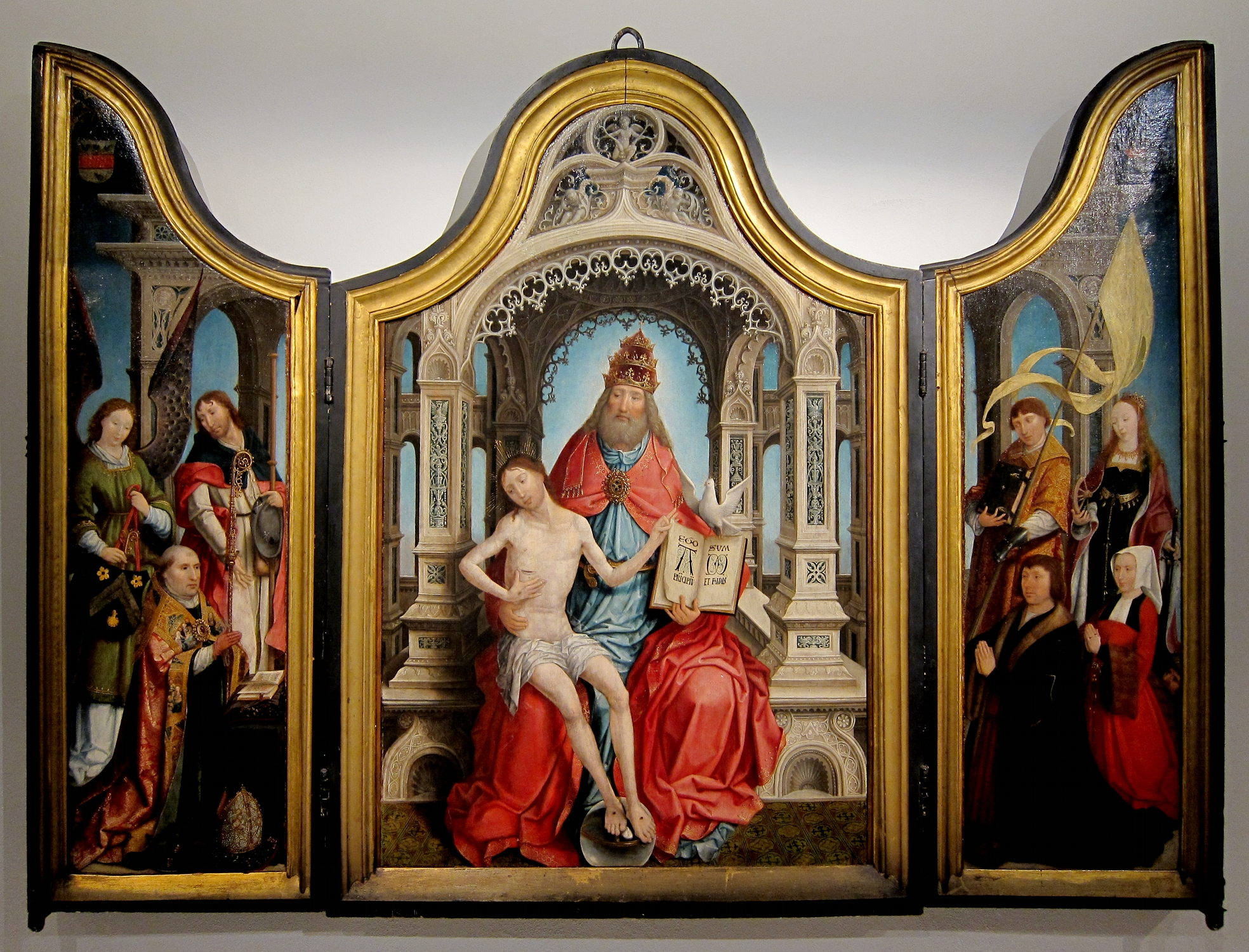
Bellegambe: Triptiek van Marchiennes

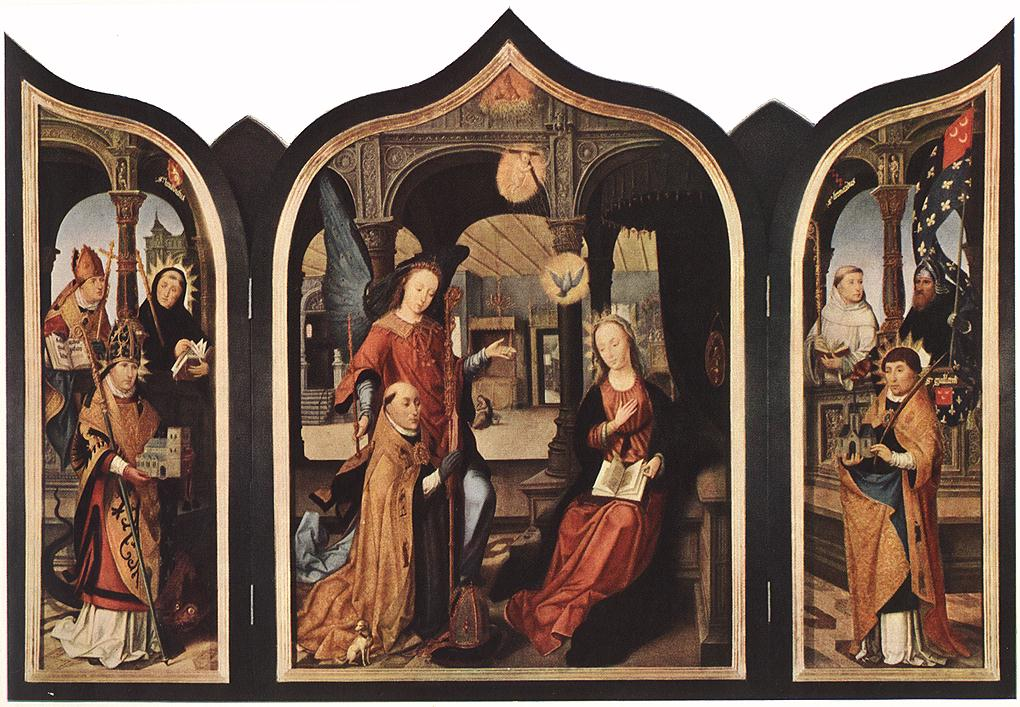
Bellegambe: Triptiek van de Annunciatie

Jehan Bellegambe (Dowaai, omstreeks 1470 - aldaar, omstreeks 1535) was een Vlaams kunstschilder die vooral religieuze schilderijen, triptieken en polyptieken vervaardigde. Hij werd ook wel de Meester van de kleuren genoemd wegens de helderheid en de wisselwerking van de kleuren die een decoratief effect gaven aan zijn werken die te situeren zijn in de overgang tussen de gotiek en de renaissance.

## Levensloop
Jehan Bellegambe was de enige zoon uit het eerste huwelijk van Georges Bellegambe, een meubelmaker en musicus uit Dowaai, dat in die periode deel uitmaakte van het graafschap Vlaanderen. Over zijn opleiding als kunstschilder is niets bekend. Bellegambe werd voor het eerst vermeld als kunstenaar in een document uit 1504 waarin hij werd vermeld als maistre Jehan Bellegambe, paintre excellent (meester Jehan Bellegambe, voortreffelijk schilder).

## Werken
Bellegambe kreeg voornamelijk opdrachten van de lokale besturen, abdijen en besturen. Zo schilderde hij in 1509 en 1510 het koor van de Sint-Amatuskerk in Dowaai en ontwierp hij de kerkgewaden waarvan hijzelf het goudboorsel voor zijn rekening nam. Voor de stad schilderde en vergulde hij de lijstwerken van het belfort en versierde hij de stadspoorten met wapenschilden en de keizerlijke kroon.
Zijn belangrijkste werken waren de religieuze triptieken en polyptieken die hij schilderde in opdracht van diverse abdijen.
- Triptiek of retabel van Le Cellier (1508); op het werk staat de abdij van Flines afgebeeld met het poortwachtersgebouw, het chevet en het transept van de abdijkerk. Het centrale paneel Maagd met Kind bevindt zich in het Metropolitan Museum of Art in New York.
- Polyptiek van Anchin (1511-1515); dit is het meesterwerk van de schilder. Het werk bestaat uit negen panelen, vijf inwendige en vier uitwendige, en werd vervaardigd in opdracht van Charles Coguin, abt van de abdij van Anchin. Het werk werd lange tijd toegeschreven aan een anonieme meester totdat de Belgische historicus Alphonse Wauters in 1862 het bewijs leverde dat het vervaardigd was door Bellegambe. Het werk werd tussen 2002 en 2007 volledig gerestaureerd en bevindt zich sindsdien in het Musée de la Chartreuse in Dowaai.
- Retabel van Sint-Adrianus (1515); olieverf op eikenhout, dat in 1856 werd aangekocht door het Louvre.
- Triptiek van Marchiennes of Drievuldigheid (tussen 1513 en 1518); het werk is een replica van het centrale deel van de polyptiek van Anchin en werd door Bellegambe vervaardigd in opdracht van de abdij van Marchiennes. De triptiek werd in 1882 aangekocht door het Museum voor Schone Kunsten van Rijsel.
- Triptiek van de Annunciatie (1516-1517); het werk bevindt zich in de Hermitage in Sint-Petersburg. Op het centrale paneel is de knielende Willem van Brussel, abt van de abdij van Sint-Amandus en van de Abdij van Sint-Trudo afgebeeld. Op de zijpanelen zijn de heiligen Amandus en Trudo afgebeeld.
- Sint-Catharina en Sint-Barbara (1520); het zijn waarschijnlijk twee zijpanelen van een triptiek. In 1983 kocht het Art Institute of Chicago deze werken aan.
- Triptiek van het mystieke bad (1525); olieverf op hout, geschilderd in opdracht van de abdij van Anchin. Het werk is sinds 1882 in het bezit van het Palais des Beaux-Arts van Rijsel.
- Triptiek van de Onbevlekte Ontvangenis van Maria (1525); het werk bevindt zich in het Musée de la Chartreuse in Dowaai en werd door Bellegambe geschilderd in opdracht van Jean Pottier, schepen van Dowaai. Het was opgedragen aan diens overleden dochter Marguerite die haar bruidsschat wenste te besteden aan de vervaardiging van een retabel dat toegewijd was aan de Onbevlekte Ontvangenis. Op het werk staat de familie Pottier afgebeeld.
- Triptiek van de verheerlijking van het kind Jezus (1528); het werk is in het bezit van het Musée des Beaux-Arts d'Arras dat gevestigd is in de voormalige abdij van Sint-Vaast.

## Kunstenaarsfamilie
Bellegambe had vijf kinderen, drie dochters en twee zonen. Een zoon, Martin, werd eveneens kunstschilder. Een kleinzoon, eveneens met de voornaam Jehan, was actief als kunstschilder in Hénin-Liétard. Ook diens drie zonen waren actief als kunstschilder.